# Commercial Crew Development

Logotip del Commercial Crew Program

El Commercial Crew Development (CCDev) és un programa de desenvolupament multifase de tecnologia espacial finançat pel govern dels Estats Units i administrat per la NASA. El programa està destinat a estimular el desenvolupament de vehicles tripulats privats per ser llançats en òrbita terrestre baixa. El programa funciona sota la Commercial Crew and Cargo Program Office (C3PO) de la NASA.
El 2010, en la primera fase del programa, la NASA va subministrar 50 milions de dòlars combinats a cinc empreses estatunidenques; els diners van ser destinats a la recerca i al desenvolupament en conceptes i tecnologies de vol espacial terrestre tripulat en el sector privat. La NASA va sol·licitar un segon conjunt de propostes de CCdev per a projectes de desenvolupament tecnològic que van durar un màxim de 14 mesos a l'octubre d'aquell any. A l'abril de 2011, la NASA va anunciar que concedirien fins prop de 270 milions de dòlars a quatre empreses, ja que van complir els objectius del CCDev 2.
La NASA va atorgar Space Act Agreements per a la tercera fase, anomenada CCiCap, a l'agost de 2012; això va durar fins al 2014. CCiCap va ser seguit pel CCtCap amb 15 contractes de la Federal Acquisition Regulation (FAR), que van formar la quarta i última fase del programa. Els contractes es van adjudicar a SpaceX i Boeing el setembre de 2014.